# Agence CAPA
Die Agence CAPA (Chabalier & Associates Press Agency) ist eine französische Nachrichtenagentur und Produktionsfirma mit Hauptsitz in Paris, die am 1. August 1989 von Hervé Chabalier gegründet wurde.
Beschäftigt werden 250 Angestellte, davon arbeiten 134 Vollzeit. Produziert werden Reportagen, Magazininhalte, Dokumentationen, Fernsehformate, Unternehmensfilme und Multimediales. Der Umsatz bezifferte sich 2008 auf 45 Millionen €.
Das Unternehmen ist in fünf Zweigunternehmen gegliedert: Capa Presse TV, Capa Entreprise, Capa drama, Capa cinéma und Capa numérique.
Seit dem 15. Februar 2010 ist Hervé Chabalier nicht mehr Hauptaktionär der Nachrichtenagentur, sondern Fabrice Larue Capital Partners (FLCP) hält die Mehrheit.  Die weiteren Großaktionäre sind Hervé Chabalier (17,5 %), Canal+ (12 %) und 30 Mitarbeiter des Unternehmens (10,5 %).
Im Oktober 2012 übernahm Bernard Zekri die operative Leitung von Capa Presse und Capa Prod vom Gründer Hervé Chabalier. Im November 2013 wurde bekannt, dass Zekri den Posten des Generaldirektors bei CAPA zum Ende des Jahres an den Journalisten Pascal Manoukian übergab.

## Belege
1. ↑  Capa Presse, La Fédération Française des Agences de Presse (französisch)
2. ↑  Présentation de la société (französisch)
3. ↑  L’agence Capa rachetée par Fabrice Larue, Libération vom 1. Februar 2010, abgerufen am 6. Juni 2015 (französisch)
4. ↑  Capa : Bernard Zekri succède à Hervé Chabalier, Le Figaro, 11. Oktober 2012. (französisch)
5. ↑  Bernard Zekri quitte l’agence Capa, Le Nouvel Observateur Téléobs 4. November 2013, abgerufen am 6. Juni 2015 (französisch)